# Ludwig Schnare
Ludwig Schnare (* 8. Februar 1806 in Hörle; † 19. November 1887 ebenda) war ein deutscher Gutsbesitzer und Politiker.

## Leben
Schnare war der Sohn des Richters Johann Friedrich Schnare (getauft 27. Dezember 1778 in Hörle; † 9. März 1809 ebenda) und dessen Ehefrau Christiane Luise geborene Bick (getauft 8. Februar 1784 in Herbsen; † 10. März 1853 in Hörle), die Tochter des Richters Johann Friedrich Wilhelm Bick (getauft 19. März 1739 in Herbsen; † 13. Januar 1816 ebenda) und dessen Ehefrau Marie Catharine geborene Brühne (getauft 16. April 1749 in Adorf; † 21. April 1807 in Herbsen). Nach dem Tod des Vaters heiratete die Mutter in 2. Ehe Heinrich Ernst Schnare.
Er heiratete am 17: Juli 1831 in Hörle Henriette Luise Friederike Budde (* 30. März 1811 in Hörle; † 2. April 1849 ebenda), die Tochter des Richters Johannes Wilhelm Budde (getauft 20. Oktober 1776 in Hörle; † 28. November 1827 ebenda) und der Marie Henriette Elisabeth geborene Gröticke (getauft 23. Februar 1777 in Schmillingshausen; † 22. Juni 1820 in Hörle).
Schnare lebte als Landwirt und Gutsbesitzer in Hörle. 1844 war er gewählter Kürgenosse von Hörle. Er war Bürgermeister in Hörle. Nachdem der Landstand Heinrich Ernst Schnare am 19. Januar 1844 verstorben war, kam es zu einer Neuwahl eines Landtagsabgeordneten für den Bauernstand im Oberjustizamt der Diemel. Ludwig Schnare wurde gewählt und war vom 27. Januar 1845 bis zur Auflösung der alten Stände nach der Märzrevolution am 14. Juni 1848 Mitglied des Landstandes des Fürstentums Waldeck.